# Pietro Riario
Pietro Riario (Savona, Ligúria, 1445 - Roma, Laci, 1474) fou un eclesiàstic franciscà i cardenal de la cúria romana.
Era oncle del cardenal Rafaele Galeotto Riario i germà de Girolamo Riario i, per tant, nebot de Sixt IV. Igual que aquest pontífex, va pertànyer a l'orde de Sant Francesc. El papa el va educar des de la infància, i li tenia una estima immensa. Sixt IV, malgrat virtuts rellevants, no es deslliura de la nota de nepotisme amb què molts historiadors el titllen.
El 18 de desembre de 1471 el creà cardenal, donant-li l'administració dels bisbats de Taurisana i Senogalia: després fou patriarca Constantinoble, arquebisbe de Florència, patriarca de Venècia i ambaixador a Itàlia. El 1473, vacant l'església de Sevilla, fou nomenat arquebisbe: però com que per una part el capítol volia que Fadrique de Guzmán, germà del Duc de Medina-Sidònia, i el rei Enric IV presenta En Cardenal Mendoza, originant-se un verdader conflicte.
En realitat, el verdader arquebisbe nomenat per l'autoritat del Papa era Riario i, en efecte, arribà a prendre possessió pel mitjà de poders. Mentrestant, continuava vivint a Roma amb el seu luxe i magnificència llegendaris. En morir, a vint-i-nou anys, Sixt IV es mostrà inconsolable: i dedicà a la seva memòria un grandiós i artístic mausoleu en l'església dels Sants Apòstols de l'orde franciscà.
El conflicte de Sevilla restà així resolt perquè el capítol cedí en les seves pretensions a favor del regi presentat cardenal González de Mendoza. Aquest cardenal portà una vida molt desordenada i el luxe que gastava era verdaderament desenfrenat.
Es diu que en dos anys feu una despesa a taula d'1.500.000 lires. Els seus desordres, afirma un biògraf, ocasionaren la seva matinera mort. Es mostra caritatiu amb els pobres. Amb les seves immenses riqueses assolí comprar la ciutat i el principat d'Imola, que regalà al seu germà Girolamo.
Entre 1471 i 1473 fou abat comendatari del monestir de Sant Cugat.